# Marcelle Bouyssi
Marcelle Bouyssi, née le 17 juillet 1903 à Marseille (Bouches-du-Rhône) et morte le 13 juillet 1978 à Paris (Île-de-France), est une bibliothécaire et archiviste française.

## Biographie
Le père de Marcelle Azibert est  contrôleur des services maritimes postaux.

### Études
Marcelle Azibert fait ses études secondaires au lycée de Marseille, avant d'entreprendre une licence d'anglais à l'université d'Aix-en-Provence.
Elle rejoint, en 1925, l'École américaine des bibliothécaires située sur l'avenue des Champs-Élysées, à Paris.
Elle reprend des études et passe en mai 1940 un Diplôme technique de bibliothécaire (DTP) et un diplôme d'études supérieures en anglais, en soutenant un mémoire sur le domaine de la littérature jeunesse intitulé Les animaux de fantaisie dans la littérature enfantine anglaise actuelle.

### Parcours professionnel
Après un passage à l'École américaine des bibliothécaires, Marcelle Azibert obtient son premier emploi en tant que stagiaire auxiliaire à la bibliothèque municipale de Tarbes en 1928,.
À la suite de son mariage, elle poursuit sa carrière et exerce son métier à Hanoï à la Direction des archives et bibliothèques d'Indochine auprès notamment de Paul Boudet et d'André Masson,.
En septembre 1932, Marcelle Bouyssi revient en France, où elle est nommée archiviste-bibliothécaire en chef à Tarbes.

#### Lancement d'un bibliobus départemental
En 1946, elle est nommée comme directrice conjointe de la bibliothèque municipale classée (BDC) de Marseille et de la nouvelle BCP des Boches-du-Rhône ou elle lance le bibliobus départemental.

#### Développement des services de la bibliothèque municipale de Pau
En 1951, elle revient s'installer dans les Pyrénées pour des raisons de santé. Elle développe alors, à la bibliothèque municipale de Pau, les services de la bibliothèque, avec la création d'une section de littérature jeunesse, la formation des agents, l'acquisition de manuscrits ainsi que la mise en place de nombreuses expositions. Elle met également en place les services suivants : achèvement des catalogues, renouvellement du mobilier.

#### Conservatrice en chef des bibliothèques de Toulouse
En 1965, Marcelle Bouyssi, nommée conservatrice en chef, succède à Maurice Caillet à la direction des bibliothèques de Toulouse alors en pleine expansion. Elle coordonne l'ouverture de sept bibliothèques de quartier et la mise en place d'un deuxième bibliobus. Parmi ses apports marquants, elle entreprend un travail important de réorganisation du catalogue ainsi que l'enrichissement de la réserve, avec les acquisitions des manuscrits Fermat et de la collection Ancely.

#### Retraite
En 1971, Marcelle Bouyssi prend sa retraite et retourne vivre à Marseille. Son parcours illustre la « nouvelle génération de femmes qui assument la direction de grandes bibliothèques après 1945 ».

### Vie privée
Marcelle Azibert se marie avec André Bouyssi, ingénieur des Ponts-et-Chaussées, et entreprend avec lui un voyage en Indochine en 1928.
La période de la guerre est marquée par la mort de son mari, arrêté et déporté pour avoir participé à la Résistance. Il meurt en déportation en 1945, à Dachau. Jeune veuve en charge d'un enfant, elle se rapproche de sa famille.

## Publications
- Marcelle Bouyssi et Françoise Debaisieux, Expositions l'art et la vie au temps de Henri IV, Bibliothèque et Musée, Pau, 29 juin-20 septembre 1953, Pau, 1953, 91 p.
- Marcelle Bouyssi et Geneviève Anthony (préf. Lucien Cornet), Exposition Théophile de Bordeu, médecine et thermalisme au XVIIIe siècle. [Avril-septembre 1957] Bibliothèque municipale de Pau, Pau, 56 p.

- Cinquante ans d'histoire de Toulouse. 1870-1920 : exposition organisée à l'occasion du Centenaire de "La Dépêche du Midi" du 1er au 31 octobre 1970, Bibliothèque municipale de Toulouse  (préf. Louis Bazerque, Marcelle Bouyssi), Toulouse, Bibliothèque municipale, 1970, 70 p.

Marcelle Bouyssi a également publié une centaine d'articles dans le Bulletin des bibliothécaires de France, dont une grande partie sont consacrés à la littérature jeunesse.

## Distinction
- Chevalier de l'ordre national du Mérite[4] en 1965[3].